# 李運騰
李運騰，香港高等法院原訟法庭法官，國安法指定法官。。
李運騰於香港大學取得法學士學位及法學專業證書後進入律政署出任檢察官。1995年晉升為高級檢察官。2005年先後出任首席政府律師、高級助理刑事檢控專員。2013年任區域法院法官。2019年獲委任高等法院原訟法庭法官。